# Хойна (гмина)
Хойна (пол. Chojna) — гмина (волость) в Польше, входит как административная единица в Грыфинский повет, Западно-Поморское воеводство. Население — 13 951 человек (на 2005 год).